# Carebaco-Meisterschaft 2014
Die Carebaco-Meisterschaft 2014 im Badminton fand vom 11. bis zum 15. August 2014 in Kingston in Jamaika statt.

## Sieger und Platzierte
| Disziplin    | Gold                           | Silber                          | Bronze                               |
| ------------ | ------------------------------ | ------------------------------- | ------------------------------------ |
| Herreneinzel | Gareth Henry                   | Anthony McNee                   | Jonathan-David Smith                 |
| Herreneinzel | Gareth Henry                   | Anthony McNee                   | Shaquille Palmer                     |
| Dameneinzel  | Solángel Guzmán                | Tamisha Williams                | Geordine Henry                       |
| Dameneinzel  | Solángel Guzmán                | Tamisha Williams                | Ruth Williams                        |
| Herrendoppel | Gareth Henry Garron Palmer     | Wilroy Myles Jamari Rose        | Alistair Espinoza Anil Seepaul       |
| Herrendoppel | Gareth Henry Garron Palmer     | Wilroy Myles Jamari Rose        | Jonathan-David Smith Kemar Valentine |
| Damendoppel  | Shari Watson Tamisha Williams  | Mikaylia Haldane Geordine Henry | Ruth Williams Katherine Wynter       |
| Damendoppel  | Shari Watson Tamisha Williams  | Mikaylia Haldane Geordine Henry | Nekeisha Blake Solángel Guzmán       |
| Mixed        | Garron Palmer Mikaylia Haldane | Jamari Rose Terry Leyow-Walker  | Gareth Henry Geordine Henry          |
| Mixed        | Garron Palmer Mikaylia Haldane | Jamari Rose Terry Leyow-Walker  | Andre Padmore Shari Watson           |
| Teams        | Trinidad und Tobago            | Jamaika                         | Barbados                             |